# Close Enough for Rock'n'Roll
Albums de Nazareth
Hair Of The Dog
(1975) Play’n’The Game
(1976)
Close enough for Rock'n'Roll est le septième album studio du groupe écossais Nazareth, sorti le 06 mars 1976.
Le titre de l'album fait référence à un dicton de guitariste : "Aucune importance si ta guitare est mal accordée, du moment qu'elle le soit assez pour le rock'n'roll"

## Close Enough For Rock'n'Roll
1. Telegram
  - On Your Way (Part 1) (Agnew/Charlton/McCafferty/Sweet)
  - So You Want To Be A Rock'n'Roll Star (Part 2) (Roger McGuinn/Chris Hillman)[1]
  - Sound Check (Part 3) (Agnew/Charlton/McCafferty/Sweet)
  - Here We Are Again (Part 4) (Agnew/Charlton/McCafferty/Sweet)
2. Vicki (Agnew/Charlton/McCafferty/Sweet)
3. Homesick Again (Agnew/Charlton/McCafferty/Sweet)
4. Vancouver Shakedown (Agnew/Charlton/McCafferty/Sweet)
5. Born Under The Wrong Sign (Agnew/Charlton/McCafferty/Sweet)
6. Loretta (Agnew/Charlton/McCafferty/Sweet)
7. Carry Out Feelings (Agnew/Charlton/McCafferty/Sweet)
8. Lift The Lid (Agnew/Charlton/McCafferty/Sweet)
9. You're The Violin (Jeff Barry)[2]

## Musiciens
- Dan McCafferty (chant)
- Manny Charlton (guitares, production)
- Pete Agnew (basse, guitare, piano, chœurs)
- Darrell Sweet (batterie, percussions)

## Crédits
- Produit par Manny Charlton
- Enregistré et mixé à Le Studio de Montréal (Canada) par John Punter et Nick Plagona
- Pochette : Hipgnosis